# Bela Vista (Principe)
Pour les articles homonymes, voir Bela Vista (homonymie).
Bela Vista est une localité de Sao Tomé-et-Principe située à l'est de l'île de Principe. C'est une ancienne roça.

## Population
Lors du recensement de 2012, 111 habitants y ont été dénombrés.

## Roça
Située à proximité du rio Papagaio, c'est une importante structure de type roça-terreiro, organisée autour d'un espace central.
Photographies et croquis réalisés en 2011 mettent en évidence la disposition des bâtiments, leurs dimensions et leur état à cette date.